# چیلی سینسیناتی
چیلی سینسیناتی (به انگلیسی: Cincinnati chili) یا چیلی به سبک سینسیناتی (به انگلیسی: Cincinnati-style chili) نوعی سس گوشتی مدیترانه‌ای است که به عنوان تاپینگ اسپاگتی یا هات‌داگ استفاده می‌شود. هر دو غذا توسط رستوران‌داران مهاجر در دهه ۱۹۲۰ میلادی ابداع شدند. در سال ۲۰۱۳، مجله اسمیتسونیان یک رستوران محلی فلفل را به عنوان یکی از «۲۰ مقصد مهم غذایی در آمریکا» معرفی کرد. نام این سس موجب مقایسه شدنش با فلفل قرمز می‌شود اما این دو از نظر قوام، طعم و روش سرو متفاوت هستند. چیلی سینسیناتی بیشتر شبیه سس‌های پاستا یونانی و سس‌های گوشتی ادویه‌دار شده‌است که در سایر نقاط ایالات متحده دیده می‌شود.